# Жабоквица
Жабоквица је насељено мјесто у општини Сребреница, Република Српска, БиХ. Према попису становништва из 2013. у насељу је живјело 145 становника.

## Становништво
Према попису становништва из 1991. године, мјесто је имало 681 становника.
| Демографија | Демографија | Демографија |
| Година      | Становника  | Становника  |
| ----------- | ----------- | ----------- |
| 1948.       | 670         |             |
| 1953.       | 761         |             |
| 1961.       | 874         |             |
| 1971.       | 868         |             |
| 1981.       | 785         |             |
| 1991.       | 681         |             |
| 2013.       | 145         |             |